# Phylidonyris novaehollandiae
Phylidonyris novaehollandiae là một loài chim trong họ Meliphagidae.
Loài này phân bố ở phía nam Úc. Loài này có 5 phân loài.
Loài này thu nhận hầu hết nhu cầu carbohydrate từ mật hoa của các bông hoa. Do đó, chúng là những tác nhân thụ phấn quan trọng của nhiều loài thực vật có hoa, trong đó có nhiều loài đặc hữu của Úc như Banksia, Hakea, Xanthorrhoea (Yacka), và cây keo. Loài này cũng có thể tiêu thụ dưa mật, một loài cây tiết mật được tạo ra bởi các thành viên của họ Psyllidae. Mặc dù thức ăn chủ yếu là mật ong, loài chim này không đúng hẳn là loài chỉ ăn mật. Mật ngọt không chứa protein nên chúng phải bổ sung chế độ ăn uống với động vật không xương sống như nhện và dế mà rất giàu protein. Đôi khi chúng ăn một mình, nhưng thường tập trung trong các nhóm lớn.